# سیبلیوس (فیلم)
سیبلیوس (انگلیسی: Sibelius) یک فیلم زندگی‌نامه‌ای فنلاندی به کارگردانی تیمو کوی‌ووسالو است که در سال ۲۰۰۳ منتشر شد.
این فیلم دربارهٔ زندگی آهنگساز نامدار فنلاندی ژان سیبلیوس است.

## برخی بازیگران
- مارتی سوئوسالو در نقش ژان سیبلیوس
- مینا تورونن در نقش آینو سیبلیوس
- وسا ویریککو در نقش روبرت کایانوس
- یارمو ماکینن در نقش آکسلی گالن-کاللا
- هیکی نویسیاینن در نقش ژان سیبلیوس در دوران پیری
- سِـیلا سلا در نقش آینو سیبلیوس در دوران پیری
- هانو کیویویا در نقش فروچو بوزونی
- کونسا هانونن در نقش یوهانی آهو
- کاری هیه‌تالاهتی در نقش اینو لینو